# 西貢專線小巴
西貢（1、2號）（專線）小巴有限公司（1979年11月—）為香港專線小巴公司之一，經營西貢區的專線小巴服務，公司約有70部專線小巴。公司主席為馮耀康，也是西貢的原居民。該公司總部位於西貢碼頭小巴總站旁。

## 歷史
該公司由1979年11月起，提供來往西貢和九龍灣德福花園的1號線、及來往西貢和蠔涌的2號線，公司因而得名。
1982年2月，配合麥理浩夫人度假村啟用，6、7、8及9號線開辦，其中7及9至今仍提供服務。
1987年，來往西貢至彩虹邨的1號線短途班次，提供全日24小時服務。而西貢至彩虹的1號線短途班次和其通宵班次，在1997年被命名為1A線和1S線。
2000年參與香港政府的「另類燃料小巴試驗計劃」，試驗以豐田和日產電動小巴行駛，計劃以失敗告終。
2002年8月15日，因應地鐵將軍澳綫啟用，運輸署批准該公司開辦來往將軍澳清水灣半島至坑口地鐵站的專線小巴服務109M，以取代清水灣半島原有的屋邨巴士。
2003年7月1日，由北潭涌往返海下灣的7號線，延長至西貢碼頭。
2006年12月21日，專線小巴司機不滿資方修改薪酬計算方法，以致每月收入被減2000多港元，20多名小巴司機在該日下午罷駛。運輸署遂要求九龍巴士加強92號線的班次，並開設92P有限度停站特別線。同日晚上，勞資雙方達成和解，司機結束罷駛。

## 小巴路線

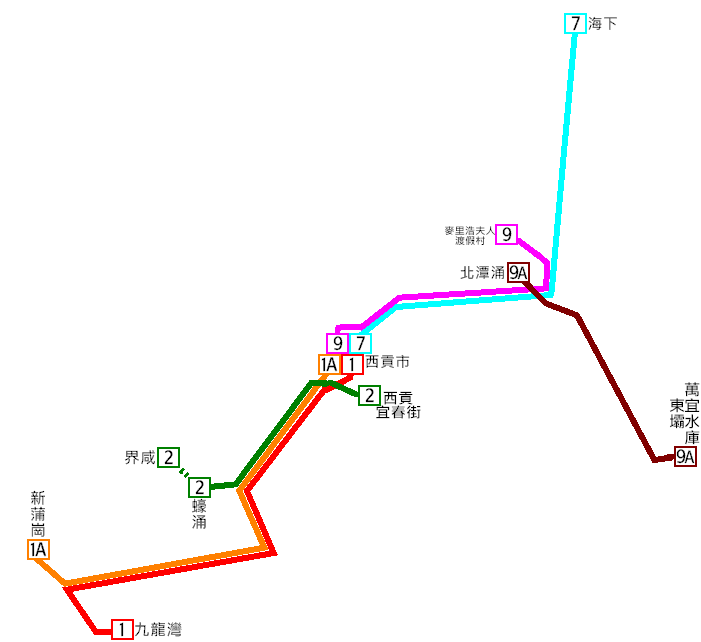
西貢專線小巴旗下路線(109M除外)的走線網絡

### 已取消路線
- 1M：西貢碼頭 ↔ 彩虹站[2]
- 6：麥理浩夫人渡假村↔北潭涌
- 8：麥理浩夫人渡假村↔黃石碼頭

## 附註
1. ↑  公司註冊編號0096204
2. ↑  此線於2002年3月3日開始興建清水灣道8號（匯八坊）後，由於與1A線完全重疊，因此已不再派車行走。但是此線的官方路線資料直至2010年7月才消失。

## 外部連結
- 環境保護署「另類燃料小巴試驗計劃」報告
- 明報：被指騙小巴股權 西貢區議員遭索償 （页面存档备份，存于）
- 太陽報：小股東控區議員索償2200萬
- 2006年11月，蘋果日報：區議員疑徇私被索償3仟萬
- 工聯會：小巴分會協助司機推翻不公平合約
- 蘋果日報：西貢專線小巴罷駛
- 商業電台：西貢專線小巴罷駛[永久]